# Gustaf Wingren

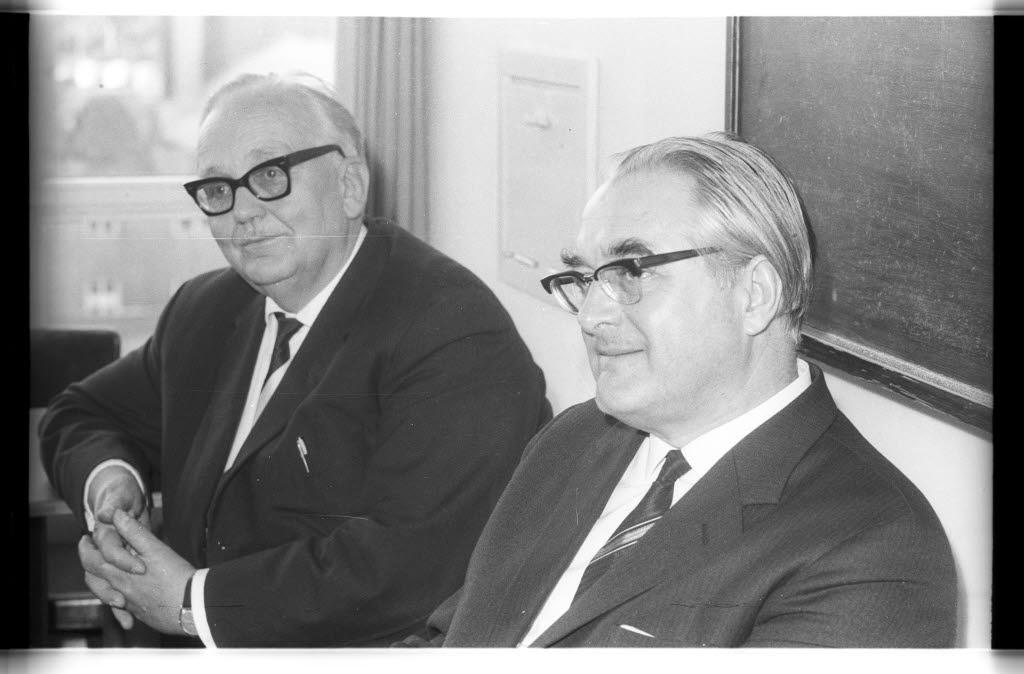
Gustaf Wingren (re.) im Hörsaal der Theologischen Fakultät der CAU (1965)

Gustaf Wingren (* 29. November 1910 in Tryserum, Östergötland; † 1. November 2000) war ein schwedischer lutherischer Theologe.

## Leben
Wingren stammt aus einer Arbeiterfamilie und wuchs in der kleinen schwedischen Industriestadt Valdemarsvik auf. Er studierte ab 1929 Evangelische Theologie und wurde durch die Begegnung mit Vertretern der Bekennenden Kirche bei einer Studentenkonferenz in Berlin-Spandau 1935/36 sowie durch ein Auslandssemester in Berlin (1938) geprägt. 1939 wurde er ordiniert und konnte auf seiner ersten akademischen Stelle an der Universität Lund eine Dissertation über Martin Luthers Lehre vom Beruf schreiben, aufgrund deren er 1942 zum Dr. theol. promoviert wurde. Nach Gastprofessuren 1947 an den Universitäten Åbo und Basel (Vertretung für Karl Barth) und 1950 an der Universität Göttingen wurde er 1951 Professor für Systematische Theologie an der Universität Lund. Neben seiner Lehrtätigkeit und Gastvorträgen in aller Welt predigte er regelmäßig und hielt Andachten im Rundfunk. 1974 gab er sein Amt als Pfarrer aus Protest auf, weil die (lutherische) Schwedische Kirche nach seiner Auffassung nicht energisch genug gegen die Gegner der Frauenordination vorging. 1977 wurde er in den Ruhestand versetzt, blieb aber publizistisch aktiv.
Wingren war über zwei Jahrzehnte Mitglied der Kommission für Glauben und Kirchenverfassung im Ökumenischen Rat der Kirchen (ÖRK) und wirkte auch in der Theologischen Studienkommission des Lutherischen Weltbundes mit.

## Werk
Wingren, geprägt von der ideengeschichtlich arbeitenden "Theologie der Schule von Lund" (Anders Nygren, Gustaf Aulén), aber auch von seiner Begegnung mit Karl Barth und der Bekennenden Kirche, sagte sich mit seiner Antrittsvorlesung 1951 von seinem Vorgänger und Förderer Nygren und seiner Motivforschung los. In kritischer Auseinandersetzung mit den Theologien Nygrens, Barths und Rudolf Bultmann entwickelte er eine an Einar Billing, Irenäus von Lyon und Martin Luther orientierte, eigenständige Position, in deren Zentrum die Konzentration auf den ersten Artikel des Glaubensbekenntnisses, somit die Theologie der Schöpfung, steht.

## Ehrungen
Die Universitäten Kiel, Rostock, St. Andrews, Oslo und Aarhus zeichneten Wingren mit der Ehrendoktorwürde aus.
Im Bistum Linköping, aus dem Wingren stammte, wurde 1995 die Gustaf Wingren-Gesellschaft (Gustaf Wingren-sällskapet) gegründet, die sich der Veröffentlichung von Wingrens Werken und der Verbreitung seiner Theologie widmet.

## Werke
Ein 752 Titel umfassendes Schriftenverzeichnis findet sich in Tolkning och konfrontation. Ett symposium om Gustaf Wingrens teologi med anledning av hans 85-årsdag den 29 november 1995 (Religio, Skrifter utgivna av Teologiska institutionen i Lund, Nr. 47). Lund 1996, S. 109–147.
Autorisierte deutsche und englische Übersetzungen:
- Gott und Mensch bei Karl Barth. Berlin : Lutherisches Verlagshaus, 1951.
- Luthers Lehre vom Beruf. München : C. Kaiser, 1952 (Englisch: The Christian's Calling. Luther on vocation. Edinburgh & London/Philadelphia 1958).
- Die Methodenfrage der Theologie. Göttingen : Vandenhoeck & Ruprecht, 1957 (Englisch: Theology in Conflict: Nygren, Barth, Bultmann. Edinburgh & London/Philadelphia 1958; 21991).
- Die Predigt. Eine prinzipielle Studie. Göttingen : Vandenhoeck & Ruprecht, 1955 (21959; Englisch: The Living Word. A Theological Study of Preaching and the Church. Edinburgh & London/Philadelphia 1960).
- Man and the Incarnation. A Study in the Biblical Theology of Irenaeus. Edinburgh & London/Philadelphia 1959.
- Schöpfung und Gesetz. Göttingen : Vandenhoeck & Ruprecht, 1960 (Englisch: Creation and Law. Edinburgh & London/Philadelphia 1961).
- Evangelium und Kirche. Göttingen : Vandenhoeck & Ruprecht, 1963 (Englisch: Gospel and Church. Edinburgh & London/Philadelphia 1964).
- Gestalt einer Kirche von morgen. Der theologische Entwurf des Schweden Einar Billing. München : Claudius, 1969 (Englisch: An Exodus Theology. Einar Billing and the Development of Modern Swedish Theology. Philadelphia 1969).
- Adam sind wir. Drei Vorträge zum Glaubensbekenntnis. München : Claudius, 1970.
- Credo. The Christian View of Faith and Life. Minneapolis 1981.

Weitere wichtige nicht übersetzte Bücher:
- Växling och kontinuitet. Teologiska kriterier. Lund 1972.
- Gamla vägar framåt. Kyrkans uppgift i Sverige. Stockholm 1986.
- Mina fem universitet. Minnen. Stockholm 1991 (Memoiren).
- Jonny Karlsson, Karin Larsdotter (red.): Postilla Gustaf Wingren predikar. Artos : Skellefteå, 2010 ISBN 978-91-7580-489-7 (Auswahl von Predigten[2]).